# Корвит (Ајова)
Корвит (енгл. Corwith) град је у америчкој савезној држави Ајова. По попису становништва из 2010. у њему је живело 309 становника.

## Демографија
Према попису становништва из 2010. у граду је живело 309 становника, што је -41 (-11.7%) становника више него 2000. године.
| Група             | 2000.       | 2010.       |
| Белци             | 327 (93,4%) | 293 (94,8%) |
| Афроамериканци    | 0 (0,0%)    | 0 (0,0%)    |
| Азијати           | 0 (0,0%)    | 1 (0,3%)    |
| Хиспаноамериканци | 23 (6,6%)   | 13 (4,2%)   |
| Укупно            | 350         | 309         |